# Manuela Machado
Pour les articles homonymes, voir Manuel Machado et Machado.
Maria Manuela Machado (née le 9 août 1963 à Viana do Castelo) est une athlète portugaise spécialiste du marathon. Poursuivant la tradition des coureuses de fond de son pays, à l'instar de Rosa Mota, elle s'illustre dans les années 1990 en remportant notamment un titre mondial et deux titres européens.

## Carrière sportive
Maria Machado dispute son premier marathon d'une compétition internationale majeure à l'occasion des Championnats d'Europe d'athlétisme 1990 de Split, terminant la course à la dixième place. En 1991, elle se classe septième des Championnats du monde de Tokyo et obtient le même résultat l'année suivante lors des Jeux olympiques d'été de Barcelone. La Portugaise remporte sa première médaille internationale à l'occasion des Championnats du monde 1993 de Stuttgart, terminant deuxième du marathon derrière la Japonaise Junko Asari. Elle confirme son statut de meilleure athlète continentale en s'assurant dès l'année suivante le titre des Championnats d'Europe d'Helsinki en 2 h 29 min 54 s devant l'Italienne Maria Curatolo. Le 5 août 1995, Machado remporte le marathon des Championnats du monde de Göteborg avec le temps de 2 h 25 min 39 s, devant la Roumaine Anuta Catuna et l'Italienne Ornella Ferrara, devenant la première athlète portugaise de l'histoire championne du monde d'athlétisme. Figurant parmi les favorites des Jeux olympiques d'Atlanta en 1996, elle ne prend finalement que la septième place de la compétition.
Manuela Machado décroche une nouvelle médaille d'argent lors des Championnats du monde 1997 d'Athènes avec le temps de 2 h 31 min 12, se situant néanmoins loin derrière la Japonaise Hiromi Suzuki. Elle conserve l'année suivante son titre continental en remportant les Championnats d'Europe de Budapest, laissant ses principales concurrentes à près d'une minute. Le 18 avril 1999, à l'occasion du Marathon de Londres, la Portugaise établit la meilleure performance de sa carrière en franchissant la ligne d'arrivée avec le temps de 2 h 25 min 09 s. Elle obtient la même année une nouvelle place d'honneur en se classant septième des Mondiaux de Séville.

## Distinctions
- Grand-croix de l'ordre du Mérite du Portugal

## Palmarès

### Championnats du monde
- Championnats du monde d'athlétisme 1993 à Stuttgart :
  -  Médaille d'argent du marathon
- Championnats du monde d'athlétisme 1995 à Göteborg :
  -  Médaille d'or du marathon
- Championnats du monde d'athlétisme 1997 à Athènes :
  -  Médaille d'argent du marathon

### Championnats d'Europe en salle
- Championnats d'Europe d'athlétisme 1994 à Helsinki :
  -  Médaille d'or du marathon
- Championnats d'Europe d'athlétisme 1994 à Budapest :
  -  Médaille d'or du marathon